# Apanteles epijarbi
Apanteles epijarbi är en stekelart som beskrevs av Rao 1953. Apanteles epijarbi ingår i släktet Apanteles och familjen bracksteklar. Inga underarter finns listade i Catalogue of Life.